# ビューキャスト
ビューキャストは、かつて東京放送ホールディングス（TBSHD）の番組制作、並びにそこへの人材協力を行っていたTBS関連会社である。

## 概要
- 1966年設立。当時は正映（大橋社長）TBS「キッチンパパ」を制作。その後TBS映画社（現・ビジョン）に吸収される。
- 主な業務としてはJNNニュース等の報道番組やプロ野球・Jリーグ等TBS系列で制作されるスポーツ中継の制作業務全般を請け負っている。
- 2019年1月1日付で、株式会社TBSビジョン、株式会社ドリマックス・テレビジョンなど10社と共に株式会社TBSスパークルへ吸収合併され、ビューキャストは解散[1]。ビューキャストが行っていた業務はTBSスパークルスポーツアスリート本部が継承した。

## 主な協力番組
- JNNニュース
  - 総力報道!THE NEWS
  - 報道特集
  - NEWS23X
- SAMURAI BASEBALL
- J-LEAGUE WIDE
  - スーパーサッカー他多数

## 関連団体
- 東京放送ホールディングス
  - TBSテレビ
  - TBSラジオ
  - TBSビジョン
  - 横浜ベイスターズ